# 塞巴斯蒂安·拉罗
塞巴斯蒂安·拉罗（法語：Sébastien Lareau，1973年4月27日—），加拿大男子网球运动员。他曾代表加拿大参加1996年和2000年夏季奥林匹克运动会网球比赛，其中2000年奥运会获得一枚金牌。